# Rein Mercha
Reinard Dewus, beter bekend onder zijn artiestennaam Rein Mercha (Den Haag, 27 februari 1963) is een Nederlandse zanger.

## Leven en werk
Mercha wordt ook Rein de Parel genoemd. Hij is een vertolker van sintimuziek in Nederland. Mercha bracht als enige een cd-uit met in sintitaal gezongen liederen. Daarnaast zingt hij ook in het Nederlands en in het Engels. Over het leven van Mercha bracht de NCRV in 2004 een door Carin Goeijers gemaakte documentaire uit I Soeni (de Droom). Hij werd hiervoor gedurende twee jaar van zijn leven gefilmd door de documentairemaakster.
In 2013 nam Rein deel aan het SBS6-programma Bloed, zweet & tranen. In dit programma werd gezocht naar de nieuwe volkszanger van Nederland. De eerste uitzending van totaal zes auditierondes heeft Rein gewonnen. Hierna ging Rein elke ronde door. Rein bereikte uiteindelijk de finale waar hij tweede werd, achter Jason Bouman.

## Discografie

### Albums
- Rein Mercha zingt Sinti
- I Soeni / De droom
- De 5 talige cd
- Het feestje van Rein
- Muziek is emotie
- Vuur
- Recht uit m'n hart
- Vol passie en emotie

### Singles
- Mijn zigeunerkoningin
- Ik wil met jou mijn leven delen
- Kel Laila Kel
- Vakantie (samen met de Gitano Kings)
- Zo verliefd op jou
- Hou van mij
- Jouw ogen

### Dvd's
- Il Soeni
- Kerst Gala

## Hitnotaties

### Albums
| Album               | Verschijnen  | Label      | Hitlijsten | Hitlijsten | Opmerkingen |
| Album               | Verschijnen  | Label      | NL         | NL         | Opmerkingen |
| Album               | Verschijnen  | Label      | Piek       | Weken      | Opmerkingen |
| ------------------- | ------------ | ---------- | ---------- | ---------- | ----------- |
| Vol passie & emotie | 28 juni 2013 | NRGY Music | 1 (1 wk)   | 16         | Studioalbum |
| Mijn hart zingt     | 24 juli 2015 | NRGY Music | 2          | 8          | Studioalbum |

### Singles
| Lied                        | Verschijnen   | Album               | Hitlijsten  | Hitlijsten  | Hitlijsten   | Hitlijsten   |
| Lied                        | Verschijnen   | Album               | NL (Top 40) | NL (Top 40) | NL (Top 100) | NL (Top 100) |
| Lied                        | Verschijnen   | Album               | Piek        | Weken       | Piek         | Weken        |
| --------------------------- | ------------- | ------------------- | ----------- | ----------- | ------------ | ------------ |
| Vakantie (met Gitano Kings) | 2 juli 2009   | —                   | —           | —           | 66           | 6            |
| Hou van mij                 | 31 mei 2013   | Vol passie & emotie | tip4        | —           | 8            | 6            |
| Jouw ogen                   | 29 juli 2013  | Vol passie & emotie | —           | —           | 25           | 8            |
| Ik heb pijn                 | november 2013 | Vol passie & emotie | —           | —           | 51           | 4            |